# Historia del derecho de Chile
Historia del derecho de Chile es la evolución del sistema jurídico aplicado dentro del territorio chileno a lo largo de su historia. Se puede dividir en las siguientes etapas:
- Derecho precolombino.
- Derecho indiano de Chile.
- Derecho republicano de Chile.

## Derecho precolombino
En el territorio chileno no existió, en la época precolombina, un único poder central, permaneciendo éste disgregado entre varios pueblos (atacameños, diaguitas, mapuches, alacalufes, yaganes, onas, etcétera). En consecuencia, su derecho era consuetudinario, y de instituciones relativamente simples. Durante el siglo XV, el territorio chileno al norte del Río Maule fue conquistado por el Imperio inca, y por lo tanto, rigieron en él las instituciones y leyes incaicas, pero cuando dicho imperio fue abatido por los españoles, también sus instituciones fueron borradas. Del antiguo derecho precolombino, los chilenos de la posteridad no heredaron prácticamente nada.

## Derecho indiano

### Chile en el contexto la monarquía hispánica
La zona central del territorio de Chile fue conquistada en 1536-1558 por los españoles. En consecuencia, Chile pasó a integrar el Imperio español, no emancipándose de éste sino hasta 1818. Los españoles poseían una institucionalidad jurídica más desarrollada, e impusieron ésta en la mayoría de los territorios allí donde se asentaron, y Chile no fue la excepción. Por ende, seguir el derrotero histórico de las fuentes e instituciones jurídicas del Chile Colonial significa atender al Imperio español como un todo, del cual Chile era parte.
Las principales fuentes del derecho en el Chile hispánico, así como en el resto del Imperio, fueron las cédulas reales. Estas, que se dictaron con profusión en el período de tres siglos que duró el dominio colonial español en América, se referían a los más variados temas y asuntos, y por lo tanto, conformaban una intrincada y muy inorgánica maraña de regulaciones. El más avanzado intento de compilar y ordenar todas estas cédulas reales, fue el llevado a cabo por don Juan de Solórzano Pereira, en el siglo XVII, pero el aluvión de nuevas cédulas reales del período Borbón (siglo XVIII) terminó por desactualizar esta obra. Aunque hubo tentativas de mejorarla, adaptarla y adecuarla a los tiempos, ninguna de ellas llegó a ser completada, o tener aplicación en los territorios hispánicos.
En el ámbito del derecho público, Chile era una Capitanía General, y estaba a cargo de un Gobernador. Era de suprema importancia también la Real Audiencia, que obraba como tribunal superior de justicia.
En el ámbito del derecho privado, así como en el resto del territorio hispánico, el rasgo más acusado del derecho era la clara diferencia entre el derecho aplicable a los españoles, y el aplicable a los indígenas. Las leyes, cédulas y tasas referidas a los indígenas crearon un verdadero estatuto aparte para estos.

### Estatuto de los indígenas en Chile
Los indígenas eran considerados como seres humanos, pero que debían ser protegidos debido a su "natural" inferioridad frente al español. Por lo tanto, se creó para ellos una serie de regulaciones tendientes a protegerlos. Dentro del concepto español, darle protección al indígena involucraba, entre otras cosas, la misión de evangelizarlos. Con todo, es claro que en toda la normativa aplicable a los indígenas, los mismos indígenas no tenían ni voz ni voto.

## Elaboración de las instituciones republicanas en Chile

### La independencia de Chile y la reorganización política
En 1810, al tenor de los acontecimientos políticos de la época, se constituyó en Santiago de Chile una Junta de Gobierno, momento a partir del cual, por una serie de sucesos, se llegó hasta la independencia definitiva en el año 1818. Como coletazo de este fenómeno, fue necesario actualizar toda la estructura jurídica entonces vigente, para adaptarla a las necesidades de la vida republicana, por dos razones: en primer lugar, el antiguo sistema estaba basado en los principios del Absolutismo, mientras que los nuevos dirigentes de Chile eran criollos inspirados en los principios de la democracia, tal y como ésta se entendía a partir de la independencia de Estados Unidos y la Revolución francesa (es decir, bajo el espíritu ilustrado de "libertad, igualdad, fraternidad").
En Chile casi no hubo dudas de que el nuevo sistema político sería la República en vez de la Monarquía, y tampoco de que ésta sería consagrada y sancionada por una Constitución, a semejanza de las dictadas en Estados Unidos y Francia, pero otro asunto muy distinto fue determinar cómo se estructuraría el nuevo sistema político. Ya en 1811 hubo un Reglamento Constitucional, que sirvió de antecedente a la Constitución de 1812. Empero, las turbulencias intestinas de la política en la llamada Patria Vieja le dio una existencia muy vacilante al nuevo texto constitucional, hasta que la Reconquista de Chile por parte de España, llevada a cabo por Mariano Osorio (1814), terminó por abrogar este texto.
Restaurada la independencia en 1818, fue Bernardo O'Higgins quien, en su calidad de Director Supremo, dictó la Constitución de 1818 primero, y debido a las tensiones con la aristocracia, dictó una nueva (la Constitución de 1822). La segunda terminó derogada una vez que el propio O'Higgins renunció, lo que dio paso a casi una década de experimentos constitucionales: la Constitución de 1823 confiaba demasiado en el civismo de los ciudadanos, la de 1826 (en realidad una serie de leyes que no llegaron a formar un texto constitucional propiamente tal) ensayó un abortado intento por dotar a Chile de una estructura federal, y la Constitución de 1828 era demasiado liberal para agradar a los conservadores. Después de una intensa guerra civil que remató en la Batalla de Lircay, los conservadores llegaron al poder, y lo mantendrían durante treinta años (1831-1861). Siendo Presidente don José Joaquín Prieto, y bajo la inspiración del ministro Diego Portales, se dictó por fin la Constitución de 1833, que perduraría en el tiempo hasta 1925.
La Constitución de 1833 era fuertemente presidencialista, con un marcado sesgo autoritario, y le daba tales facultades al Presidente de la República, que éste se transformó sin inconvenientes en "el Gran Elector". En este sistema político, el voto era censitario. Con todo, se le introdujeron algunas reformas que impulsaron una tibia democratización, la más importante de las cuales fue la aprobación de una ley interpretativa, que hacía presumir una determinada fortuna a cualquier persona que supiera leer y escribir, lo que permitió ampliar el universo de votantes (1874).

### La codificación en Chile
Una vez rematado el proceso de constitucionalización, fue necesario dotar a Chile de nuevas leyes acordes al sistema republicano, fundamentalmente porque el antiguo sistema estaba en la práctica colapsado. Conjuntamente con la elaboración de la Constitución de 1833, y a ejemplo del Código Napoleónico y todo el proceso de codificación paralelo llevado a cabo, se decidió entonces confeccionar un Código Civil que permitiera ser el pivote de la nueva legislación venidera. El trabajo se le encargó a Andrés Bello, un importante jurista venezolano afincado en Chile desde 1829, y que durante cerca de dos décadas, trabajando con comisiones nombradas al efecto o en solitario, llevó a cabo la titánica labor de escribir un cuerpo legal cuyo texto definitivo a la fecha de su promulgación tenía más de 2500 artículos. Este Código Civil entró en vigencia en 1857, y fue reconocido como un pionero en América Latina, hasta el punto de servir como inspiración a varios otros códigos civiles latinoamericanos.
Elaborado el Código Civil, el proceso de codificación en Chile se vio complementado con la dictación, en los siguientes veinte años, de un Código de Comercio y un Código Penal. También se dictó, en 1875, la Ley de Organización y Atribuciones de los Tribunales.

### La administración de justicia durante el siglo XIX
El sistema procesal también sufrió una serie de reformas. Disuelta la Real Audiencia en 1811, se crearon distintas cortes superiores, que serían el embrión de lo que posteriormente serán las Cortes de Apelaciones y la Corte Suprema de Chile. En materia procedimental, se trataron de paliar los efectos más graves de haber derogado la legislación hispánica en masa, dictando las Leyes Marianas en 1837, que atendían a ciertas materias de carácter procesal. En 1875 se dictó al fin una ley que trataba de manera sistematizada el sistema de administración de justicia, la llamada Ley de Organización y Atribuciones de los Tribunales. Aunque formalmente derogada, esta ley fue refundida casi íntegramente en el nuevo Código Orgánico de Tribunales, que fue promulgado en 1943, y que aún sigue plenamente vigente.
Habiéndose solucionado el problema de darle a la administración de justicia una orgánica coherente, vino después la elaboración de los grandes códigos procedimentales. Así, en 1903 entró en vigencia el Código de Procedimiento Civil, seguido por un Código de Procedimiento Penal, en 1907. El primero versaba sobre el procedimiento civil, y el segundo sobre el procedimiento criminal. De esta manera, la administración de justicia entró en una nueva era de seguridad y estabilidad en el siglo XX, a pesar de haber afrontado múltiples reformas con el paso del tiempo.

## El derecho chileno durante el siglo XIX
El reemplazo de la Colonia por la República no fue sólo una cuestión formal. Los legisladores chilenos pusieron especial cuidado en tratar de adaptar las leyes a los principios de la Ilustración. Con todo, el ideal a seguir no siempre fue democrático al ciento por ciento. Extensos sectores de la ciudadanía, en particular los procedentes del grupo de los "pelucones" (el futuro Partido Conservador) tendía a mantener el status quo, mientras que los liberales querían mayores avances y reformas que incluyeran al grueso de la población dentro del sistema. La tensión entre ambos polos marcó toda la política chilena entre 1818 y 1891, fecha en que la tensión se rompió en favor de un sistema parlamentario de una enorme inercia legal.

### Avances hacia un derecho más igualitario
En Chile, a tenor de los principios de la Ilustración, se le dio especial énfasis a garantizar una igualdad mínima entre las personas. Así, la esclavitud empezó a ser combatida en 1811, año en que se promulgó la libertad de vientres, hasta que finalmente fue abolida de plano en 1823.
Otro paso importante en este sentido, lo constituyó la liquidación de la aristocracia como sector social. Durante el gobierno de Bernardo O'Higgins (1817-1823) fueron abolidos los mayorazgos, y se dio orden de eliminar los blasones. También se suprimieron los títulos nobiliarios.
Con todo, la Constitución de 1833 creó varias cortapisas a la participación política, incluyendo como requisitos para votar y ser elegido, el saber leer y escribir y tener un capital mínimo como patrimonio. Con todo, una reforma electoral promovida en 1874, creó la ficción constitucional según la cual a toda persona alfabeta se le presumiría dicho patrimonio mínimo. Aun así, el valor de esta reforma, si bien amplio, fue moderado por el hecho de que las tasas de analfabetismo en Chile seguían siendo elevadas, así como de la extendida práctica del cohecho.
En el Código Civil se dictaron nuevas normas en este sentido. Este definió a la persona como "todo individuo perteneciente a la especie humana, sin distinción de raza, sexo, estirpe o condición" (artículo 55). De esta manera, la ley civil no reconocía discriminación en cuanto a estos factores, equiparando a todas las personas ante la ley. También reconocía derechos civiles a los extranjeros, al señalar que a las leyes de la República se encuentran sometidos todos sus habitantes, "inclusos los extranjeros" (artículo 14).
Aun así, esta tendencia hacia el igualitarismo debe ser tomada con moderación, ya que dentro del sistema primitivo del Código Civil subsistieron algunas importantes fuentes de desigualdad. Así, el Código Civil consagraba la muerte civil como distinta a la natural (muerte civil es la que afectaba a los sacerdotes que tomaban los hábitos, y que por este hecho perdían su personalidad ante la ley); esta disposición fue derogada finalmente en 1943. Más importante era el hecho de que el Código Civil consagraba un estatuto desmedrado para los hijos nacidos fuera del matrimonio (la llamada filiación ilegítima), discriminación que permaneció en el Código Civil hasta 1998. Otra fuente importante de desigualdades era el matrimonio en Chile, que en el sistema original del Código Civil consagraba tan solo la sociedad conyugal como régimen matrimonial, en la que el marido administraba (y administra) tanto su patrimonio, como el patrimonio social, y aún el de la mujer (posteriormente, ya en el siglo XX, se incorporaron dos sistemas adicionales, la separación de bienes y la participación en los gananciales). Y lo que es más, el Código Civil consagraba la incapacidad relativa de la mujer casada bajo régimen de sociedad conyugal, norma que sólo vino a modificarse en 1989. Se puede discutir si le faltó audacia a Andrés Bello para llegar hasta las últimas consecuencias en la aplicación de los principios democráticos al derecho, o si simplemente no podía forzar las instituciones más allá de la mentalidad decimonónica, pero el caso es que estas disposiciones permanecieron vigentes durante mucho tiempo, décadas inclusive, después de su promulgación.

### Papel de la Iglesia Católica en el derecho
Durante el siglo XIX tuvo un papel destacadísimo la Iglesia católica en la vida jurídica nacional, debido a la poderosa influencia de ésta, dándole al derecho chileno decimonónico una peculiar configuración, oscilando entre los principios ilustrados y los católicos. La Constitución de 1833 consagraba como religión oficial del Estado a la Iglesia Católica, con exclusión del ejercicio público de cualquiera otra. A pesar de que esta prohibición fue morigerada con el paso del tiempo (además, no se prohibía el ejercicio privado, esto es, el efectuado en casas y recintos particulares), nunca desapareció de la Constitución de 1833. La Iglesia y el Estado estaban vinculados jurídicamente desde los tiempos de la Colonia, época en la que el monarca tenía el privilegio del patronato, por el cual daba su autorización a que las bulas pontificias tuvieran efecto en el territorio chileno. Esto generó enormes problemas políticos, porque la Iglesia Católica se opuso tenazmente a la secularización de la sociedad chilena. Incluso el texto del primitivo Código Civil hacía concesiones a la Iglesia tales como remitir materias tales como la regulación de los bienes de la Iglesia y de los impedimentos para contraer matrimonio, en lo que disponía el derecho canónico. En la práctica, los gobiernos chilenos usaron a veces el patronato como arma contra la Iglesia Católica, y a veces llegaron con ella a distintos acuerdos de convivencia, bajo la forma de concordatos.
Con todo, el siglo XIX vivió un proceso de secularización. Ya en 1822 se había fundado el Cementerio General, no dependiente de la Iglesia Católica. En 1844 se autorizaron los cementerios para disidentes, unos treinta años después se suprimió el fuero eclesiástico, y bajo el gobierno de Domingo Santa María (1881-1886) se dictaron las leyes de cementerios laicos (que prohibía el entierro en las parroquias e iglesias, como era la costumbre hasta el minuto), la de Registro Civil, y la que quizás sea más importante, la Ley de Matrimonio Civil, que rigió entre 1884 y 2005. Recién en 1925, la Constitución dictada en ese año consagró la separación entre Iglesia y Estado.

## El derecho chileno durante el siglo XX
Durante el siglo XX, el derecho en Chile siguió en líneas generales los procesos jurídicos que se daban en el mundo. Así, la autonomía jurídica chilena basada en el principio de soberanía fue moderándose por la creciente suscripción de tratados internacionales, tales y como la Declaración Universal de los Derechos Humanos y el Pacto de San José de Costa Rica, entre numerosos otros. Esta internacionalización del derecho recibió un fuerte espaldarazo con la doctrina según la cual los tratados internacionales en materia de derechos humanos tienen en Chile un valor incluso supraconstitucional, esto es, por encima del ordenamiento jurídico chileno.
En el campo del derecho privado, la internacionalización se vivió fuertemente en particular en aquellas materias relacionadas con el ámbito comercial. Chile es suscriptor del Código Bustamante, aunque con la reserva de que se aplicará tan solo en lo que no contravenga la legislación nacional. Asimismo ha suscrito innumerables tratados en materia de derecho marítimo y derecho aeronáutico, disciplina jurídica que por la naturaleza misma del objeto que regulan, son especialmente propensas a la regulación mediante tratados y convenios internacionales.

### Sistema político
Después de la guerra civil de 1891, en Chile se implantó la República Parlamentaria, basada en una sui generis interpretación de la Constitución de 1833. Este sistema político pecó de inmovilismo, e hizo oídos sordos a las crecientes demandas que acompañaban a los cambios sociales, en particular del mundo obrero y la clase media, lo que llevó a un período de inestabilidad política y frecuentes cambios de gobierno, entre 1924 y 1932. De todo ello emergió la Constitución de 1925. Entre 1932 y 1973, Chile vivió bajo un régimen de estabilidad constitucional, el que fue quebrado con el golpe de estado promovido por las Fuerzas Armadas en 1973, y que en el ámbito del derecho significó una profunda reorganización de muchas instituciones jurídicas.

### Novedades laborales y tributarias
En 1924 se hizo el primer experimento para establecer en Chile un impuesto a la renta. Este se encontraba dividido en categorías, de las cuales sobrevivirían en un futuro la primera y la segunda categoría. Al año siguiente se creó el impuesto global complementario, que regía después de los impuestos de categoría. Todos ellos se mantienen hasta la actualidad como parte del sistema tributario de Chile, además de un impuesto adicional.
En el ámbito del derecho del trabajo, en 1931 el 13 de mayo se dictó el primer Código del Trabajo el cual fue publicado en el Diario Oficial el día 28 de mayo de ese mismo año. Durante el siglo XIX no existió legislación laboral propiamente tal en Chile, y las relaciones laborales se regían por las normas de arrendamiento de servicios contempladas en el Código Civil. A inicios del siglo XX se dictaron las primeras leyes laborales, como la Ley de la silla y la de descanso dominical, ambas de 1917; después de una intensa presión social, en 1924 se dictaron diversas leyes laborales, incluyendo la ley sobre contrato de trabajo, la de accidentes del trabajo y la de sindicatos. Pero fue recién en 1931 que la legislación laboral adquirió su carácter definitivo como un cuerpo organizado y sistemático de normas, en el mencionado Código del Trabajo.

### Dictadura de Pinochet
La dictadura militar de Augusto Pinochet (1973-1990) se propuso reformar por completo una serie de instituciones, eliminando el proteccionismo y fomentando las ideas procedentes del Neoliberalismo. En 1973, después del golpe de estado, la nación entera pasó a ser regida por bandos constitucionales. Al año siguiente se convocó a una comisión de notables, la llamada Comisión Ortúzar, para que preparara un nuevo texto constitucional, tarea que fue rematada en la Constitución de 1980, aprobada en plebiscito aquel mismo año, y que entró en vigencia en marzo del año siguiente. En cuanto a las normas legislativas, pasaron a dictarse en forma de decretos leyes; posteriormente, y ya bajo la vigencia de una nueva Constitución se crearía una nueva categoría legal, la ley orgánica constitucional, cuyo quórum de aprobación era reforzado por referirse a materias esenciales dentro de la organización nacional. Paralelamente se impuso la regionalización, que suprimió las antiguas provincias y las cambió por regiones, además de modificar toda la administración territorial del país.
Reformas esenciales fueron llevadas a cabo en las áreas laboral, social y económica. En 1974 fue refundida la normativa sobre impuesto a la renta en el Decreto Ley 824, y la relativa al impuesto al valor agregado en el Decreto Ley 825. Posteriormente, en lo económico, se dictaron nuevas leyes para regular los seguros y la actividad bancaria. En el campo laboral, el Código del Trabajo entero fue derogado, y reemplazado por uno nuevo, armonizado con las ideas y principios neoliberales. La educación pública fue traspasada del Estado a las municipalidades, y empezó a regirse por la Ley Orgánica Constitucional de Enseñanza (abreviadamente LOCE). La salud fue privatizada, creándose las isapres (abreviatura de "instituciones de salud previsional"), empresas destinadas en principio a gestionar los fondos de sus afiliados y brindarles cobertura en salud; de todas maneras, se mantuvo Fonasa como sistema de atención pública. También fue privatizada la seguridad previsional, creándose las Administradoras de Fondos de Pensiones (abreviadamente AFPs), empresas privadas en las cuales los trabajadores se veían obligados a cotizar, aunque se mantuvieron algunos sistemas de seguridad social públicos: la Caja Nacional de Compensación, que unificó a la inmensa mayoría de cajas previsionales del antiguo sistema, CAPREDENA (abreviatura de Caja de Previsión de la Defensa Nacional, destinada a los militares) y DIPRECA (abreviatura de Dirección Previsional de Carabineros).
Estas reformas han sido objeto de intenso y acalorado debate en el devenir político nacional. Sus defensores argumentan que la privatización de la salud, la educación y la seguridad social mejoró su eficiencia, proporcionando mejor atención hospitalaria, enseñanza y pensiones de jubilación a los chilenos con menores costos para el Estado. Sus impugnadores sostienen que esta privatización persigue poner en manos de importantes grupos económicos, la gestión de inmensas riquezas derivadas en última instancia de los ingresos de todos los chilenos, y que los costos muchas veces son traspasados al consumidor. Al momento de escribir esto (Mayo de 2008), la polémica entre defensores y antagonistas de estas reformas no estaba resuelta, ni siquiera en el terreno práctico, y por lo tanto, estas reformas de la dictadura militar seguían vigentes dentro de la estructura institucional chilena.

### Gobiernos de la Concertación
En 1990 terminó la dictadura militar, y se sucedieron una serie de Presidentes elegidos democráticamente. El sistema político fue el construido durante el gobierno del dictador Pinochet, y su rasgo más saliente es el sistema binominal, que promueve la representación parlamentaria de los dos mayores bloques políticos del país. La Constitución de 1980 ha sido modificada dos veces en lo referente al período presidencial, y así en su borrador inicial prescribía un período de ocho años, para luego ser de seis con una primera Presidencia de cuatro (de ahí que Patricio Aylwin Azócar fuera Presidente entre 1990 y 1994, y sus dos sucesores Eduardo Frei Ruiz-Tagle y Ricardo Lagos Escobar lo fueran entre 1994 y 2000, y 2000 y 2006 respectivamente), y luego con una Presidencia de cuatro años (de ahí que el período constitucional de Michelle Bachelet sea de 2006 a 2010). Fuera de esta materia la Constitución ha sido modificada 23 veces en las más diversas materias.
Durante los gobiernos de la Concertación se han producido varias reformas jurídicas importantes. Las más salientes, dentro del terreno privado, son seguramente las emprendidas en el ámbito del derecho de familia. En 1998 entró en vigencia una importantísima ley que modificó el Código Civil y otras leyes relacionadas, y que suprimió la diferencia entre hijos legítimos e ilegítimos, igualándolos ante la ley en numerosas materias, incluyendo en sus derechos hereditarios (Ley Nº 19.585). Asimismo, la Ley 19.620 reformó íntegramente el sistema de adopción, eliminando los dos sistemas que existían previamente en Chile (la adopción contrato y la adopción plena) y estableciendo un único régimen legal de adopción. Y en el año 2005 entró en vigencia la Nueva Ley de Matrimonio Civil Nº 19.947, que por primera vez en Chile admitió el divorcio vincular (el divorcio en Chile, bajo el sistema anterior al 2005, sólo producía el efecto legal de la separación de cuerpos, y no disolvía el vínculo matrimonial, por lo que el camino utilizado para terminar un matrimonio era el de la nulidad matrimonial).
En el ámbito de la administración de justicia se han emprendido también importantes reformas. La más vasta de todas fue la Reforma Procesal Penal, que buscaba reemplazar el antiguo sistema inquisitivo por uno de corte acusatorio. Esto implicó reemplazar el vetusto Código de Procedimiento Penal por un nuevo Código Procesal Penal, además de eliminar los antiguos Juzgados de Letras del Crimen y crear en su reemplazo el Ministerio Público (encargado de investigar y acusar), la Defensoría Penal Pública (encargada de defender a quienes no tienen medios de contratar defensa privada), los Juzgados de Garantía (encargados de decidir sobre cuestiones relacionadas con la investigación, y tramitar ciertos procedimientos penales menores), y los Tribunales de Juicio Oral en lo Penal (encargados de llevar a cabo el procedimiento penal ordinario). Otra reforma judicial importante fue la creación de los Tribunales de Familia, que unificaron en sí materias antes entregadas al conocimiento de los Juzgados Civiles y los Juzgados de Menores, estos últimos desaparecidos con dicha reforma. Y en 2006 empezaron a funcionar los Juzgados de Cobranza Laboral y Previsional, que ven tales materias, anteriormente entregadas a los Juzgados del Trabajo.